# Nougat

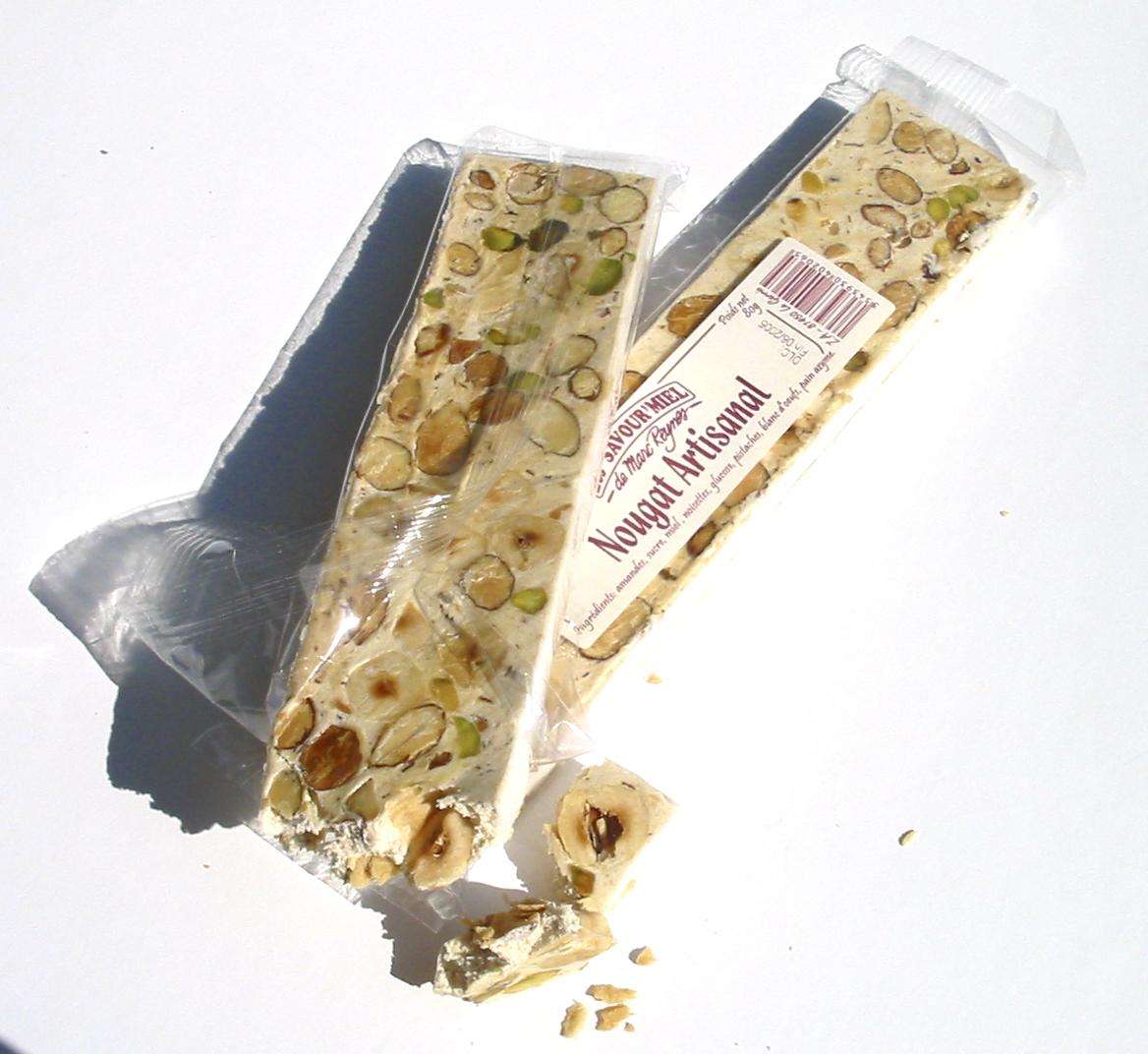
Nougat

El nougat es la palabra francesa para el dulce a base de clara de huevo, miel y almendra de aspecto y gusto parecidos al turrón español o el torrone italiano.
La fecha segura de la invención de este postre es desconocida. Es creíble que la almendra ya era conocida y apreciada en la época de la República de Serenissima: Cologna (de 1406 a 1797) fue considerada una parte integral del 'Dogado' veneciano. Una primera referencia a la almendra está contenida en el texto de Lodovico Dolce en 1540. Al igual que en 1564, un noble de la familia Monza de Vicenza dejó escrito, en su 'diario-libro', que había gastado «A dì 21 decembrio, L. 4 y s. 16 en cuatro cajas de mandolàto ". Alvise Zorzi, escritor y noble veneciano, escribió en su libro: La vida cotidiana en Venecia en el siglo de Tiziano: «En el siglo XVI había otros regalos tradicionales: la focaccia en el día de Pascua, el Mandorlato y la mostaza de Navidad, las castañas y la gelatina de membrillo el día de S. Martino ".
El autor informa que esta noticia proviene de lo que Pompeo G. Molmenti informó en su Historia de Venecia en su vida privada ... que a su vez tomó lo que Samuele Romanin había expuesto, en una nota, en su historia documentada de Venecia: «Tenía ciertos alimentos en días marcados, como anguilas, salmón, col rizada, mostaza, almendras en la tarde de la víspera Navidad la pasta llamada raffioli, la gallina de la India, el fior di latte (crema) en los últimos días de Carnovale; garbanzos el primer día de Cuaresma; cordero y focaccia en Pascua, pato a principios de agosto, pasta llamada habas en el día de los muertos, etc. " Una característica que distingue a la almendra de otros tipos de turrón es su extrema dureza y friabilidad. Estas características ya están descritas en una carta, fechada en 1778, que cuenta un episodio que ocurrió a un exjesuita. Giulio Cardo, otro conocido historiador de Colonia, escribió lo siguiente: «sec. XIX - Finco dr. Antonio di Giovanni Battista era un hombre muy versado en ciencia, especialmente en química y botánica. Inventó una receta con la que todavía produce una calidad de almendra muy buscada ".
La producción moderna de la almendra comenzó en 1852 con Italo Marani. En 1905, el Mandorlato también llegó al interior de las murallas leoninas de Roma, en manos del Santo Padre Pío X; El hecho lo atestigua una carta de agradecimiento de Mons. Giovanni Bressan, secretario particular de Su Santidad, envió a Garzotto Rocco a los colonos. La noticia se puede encontrar en la publicación Cologna Veneta: historia, arte, testimonios, en el Apéndice, de Leone Simonato. Hoy en día hay varias empresas que lo producen, tanto industrialmente como artesanalmente. La presencia tanto en España como en Sicilia de postres con los mismos ingredientes (azúcar, miel, claras de huevo y almendras), pero con métodos de cocción muy diferentes revela que podría ser una reelaboración de antiguas recetas árabes; En los lugares conquistados o frecuentados han dejado huellas de sus tradiciones gastronómicas.